# 东郭镇 (运城市)
东郭镇，是中华人民共和国山西省运城市盐湖区下辖的一个乡镇级行政单位。

## 沿革
2021年2月7日，中共中央政治局常委、国务院总理李克强在中共山西省委书记楼阳生、省长林武陪同下在运城考察，并走访了盐湖区东郭镇年货市场、夏县庙前镇吴村。

## 行政区划
东郭镇下辖以下地区：
刘范村、蚩尤村、界村、东郭村、磨河村、白庄村、下月村、界滩村、上月村和下段村。